# Machanaikanahalli, Nagamangala
Machanaikanahalli là một làng thuộc tehsil Nagamangala, huyện Mandya, bang Karnataka, Ấn Độ.